# Брайън Лаудруп
Брайън Лаудруп (на датски: Brian Laudrup) е бивш датски футболист, европейски шампион от Евро 92 на което и избран в идеалния отбор на турнира. Един от най-титулуваните датски футболисти. Четирикратен „Футболист на годината в Дания“. Негов подгласник с три отличия е Петер Шмайхел. Също така е двукратен „Футболист на годината в Шотландия“, като е първият футболист извън Великобритания станал носител на трофея.
През 2004 г. е посочен от Пеле като един от 125-те най-велики живи футболисти в света.
След края на състезателната си кариера в продължение на 14 години се изявява като спортен коментатор за датската телевизия TV3 и отразява срещите от Шампионска лига на УЕФА.
Работил е още като главен изпълнителен директор на Брьонбю.
През 2014 г. е приет в Спортната зала на славата в Дания.
Брат е на друг изявен датски футболист – Михаел Лаудруп.

## Състезателна кариера

### Ранни години
Роден е на 22 февруари 1969 г. във Виена където неговият баща Фин Лаудруп е футболист в периода 1968 – 70 година. След като семейството му се прибира обратно в Дания, започва да тренира футбол в школата на Брьонбю. Седемнадесетгодишен започва с първия състав на клуба и става шампион на страната за 1987 и 1988 г.

### Байер Юрдинген и Байерн Мюнхен
През 1989 г. на 20-годишна възраст преминава в състава на Байер Юрдинген и става единственият футболист в отбора участвал във всички официални мачове. Отбелязва шест гола в 34 мача, а в Родината му го избират за „Футболист на годината“. Добрите изяви на бързоногото крило привличат вниманието на гранда Байерн Мюнхен и треньорът Юп Хайнкес отправя оферта в размер на 6 милиона германски марки, която е трансферен рекорд за скромния клуб.
В първия си сезон при „баварците“ достига до полуфиналите от турнира за Купа на европейските шампиони, където е отстранен от бъдещия носител на трофея Цървена звезда. По това време негови съотборници са световните шампиони от Мондиал 90 Юрген Колер, Щефан Ройтер, Клаус Аугенталер, Олаф Тон, както и изгряващите звазди на световния футбол Щефан Ефенберг, Кристиан Циге и Томас Щрунц. В немското първенство става сребърен медалист, печели и Суперкупата на Германия след победа над шампиона Кайзерслаутерн. През втория си сезон в отбора къса кръстни връзки в 6-ия кръг и пропуска голяма част от шампионата. Байерн завършват на катастрофалното 10-о място, а в турнира за Купата на УЕФА баварците са разгромени от Копенхаген с общ резултат 6 – 3 още във втория кръг.

### Фиорентина и Милан
През лятото на 1992 г. преминава в състава на Фиорентина, където негови съотборници са Щефан Ефенберг и Габриел Батистута. Клубът не се представя на ниво и през сезона сменя трима треньори, като в края на шампионата изпада след 50-годишно присъствие в Серия А.
През сезон 1993 – 94 Фабио Капело го взима под наем в Милан за срок от една година. По това време в клуба играят още 5-има чужденци сред които Звонимир Бобан, Марсел Десаи, Деян Савичевич, Жан-Пиер Папен, Флорин Радучою и Марко ван Бастен. Правилото на УЕФА от 1990 г. забранява използването на повече от трима чуждестранни футболисти в един мач и Лаудруп не успява да се пребори с конкуренцията, като записва едва девет срещи в Серия А. В турнира за Шампионската лига записва участие и в двата мача срещу отбора на Аарау . Отбелязва гол в разгромната победа с 6 – 0 при гостуването на Копенхаген, участва и в реванша. В груповата фаза в двата мача срещу Андерлехт. Срещу Вердер Бремен и Порто не попада в групата за мачовете, както и в полуфинала срещу Монако и финала срещу Барселона.

### Глазгоу Рейнджърс
През лятото на 1994 г. Брайън Лаудруп отхвърля оферта на Йохан Кройф да се присъедини към загубилия финала от последното издание на Шампионската лига състав на Барселона. В интервю датчанинът обявява причините да отклони офертата на „каталинците“. Правилото на УЕФА от 1990 г. забранява използването на повече от трима чуждестранни футболисти в един мач, а по това време звезди на отбора са Роналд Куман, Ромарио и Христо Стоичков, както и опасенията си, че няма да бъде приет радушно на Камп Ноу, тъй като, по-големият му брат Михаел Лаудруп току-що е преминал в редиците на кръвния враг Реал Мадрид.
През юли 1994 г. Уолтър Смит го привлича от Фиорентина в Рейнджърс за трансферната сума в размер на 2,5 милиона паунда. По това време негови съотборници са Алексей Михайличенко, Базил Боли, Марк Хейтли, Али Маккойст, Олег Саленко, Пол Гаскойн, Дженаро Гатузо.
През 1996 г. отбелязва два гола във финала за купата на Шотландия срещу Хартс.
През 2006 г. е приет в „Спортната зала на славата в Шотландия“.

### Челси
През 1998 г. Джанлука Виали го привлича в Челси със свободен трансфер. Дебютът му е на 28 август 1998 г. в мача за Суперкупата на УЕФА срещу Реал Мадрид, спечелен с 1 – 0, когато заменя в края на срещата Джанфранко Дзола. Конкурира се за поста си с Пиерлуиджи Казираги, Джанфранко Дзола, Густаво Пойет, Торе Андре Фло, Селестин Бабаяро, Марк Хюз, както и играещият треньор Джанлука Виали. Не успява да се наложи и се завръща в Дания

### Копенхаген
През пролетта 1999 г. подписва с „вечния враг“ Копенхаген с което си навлича гнева на феновете на родния си клуб Брьонбю. Доиграва шампионата и напуска в посока Холандия

### Аякс
През лятото на 1999 г. приема офертата на треньора на Аякс Ян Ваутерс, който е негов бивш съотборнник от Байерн Мюнхен. По това време звезди на отбора са неговият сънародник Йеспер Грьонкяер, Арон Винтер, Ричард Вичге, Никос Махлас, Богдан Лобонц, Тим де Клер, Кристиан Киву, Тиджани Бабангида, Шота Арвеладзе, Рафаел ван дер Ваарт.

## Успехи
Брьонбю
- Шампион на Дания (2): 1987 и 1988

 Байерн Мюнхен
- Суперкупа на Германия (1): 1990
- Първа Бундеслига
  - Вицешампион (1): 1990 – 91

 Милан
- Шампион на Италия (1): 1993 – 94
- Шампионска лига (1): 1993 – 94

 Рейнджърс
- Шампион на Шотландия (3): 1994 – 95, 1995 – 96, 1996 – 97
- Купа на Шотландия (1): 1995 – 96
- Купа на Лигата (1): 1996 – 97

 Челси
- Суперкупа на УЕФА (1): 1998

 Дания
- Европейски шампион (1): Евро 92
- Купа на конфедерациите (1): 1995

### Индивидуални
- Футболист № 1 на Дания (4): 1989, 1992, 1995 и 1997
- Футболист № 1 на Шотландия (2): 1994 – 95, 1996 – 97
- ФИФА 100